# Maja Kildemoes
Maja Ring Kildemoes, née le 15 août 1996, est une footballeuse internationale danoise qui joue pour le club danois de Brøndby IF et l'équipe nationale féminine de football du Danemark. Elle a auparavant joué pour le club d'Odense et le Linköpings FC.

## Biographie

### Carrière en club
Maka Kildemoes joue lors de sa jeunesse au Næsby BK aux côtés de garçons jusqu'au niveau des moins de 15 ans, puis rejoint le club d'Odense. En novembre 2016, elle signe un contrat de deux ans avec le Linköpings FC, champion suédois de Damallsvenskan.

### Carrière internationale
Maka Kildemoes fait ses débuts en sélection en septembre 2015 lors d'une victoire 2-0 contre la Roumanie à Mogoșoaia . Elle entre en jeu en tant que remplaçante de Janni Arnth Jensen à la 69e minute et marque le premier but du Danemark deux minutes plus tard.

## Statistiques

### Buts en sélection
| N° | Date              | Lieu                | Adversaire | Score | Résultat | Compétition  |
| -- | ----------------- | ------------------- | ---------- | ----- | -------- | ------------ |
| 1  | 17 septembre 2015 | Mogoșoaia, Roumanie | Roumanie   | 1–0   | 2–0      | Match amical |

## Palmarès

### En club
- Damallsvenskan: 2017[3]